# Нью-Йорк, Нью-Йорк
«Нью-Йорк, Нью-Йорк» (англ. Synecdoche, New York — «Синекдоха, Нью-Йорк») — дебютний фільм Чарлі Кауфмана як режисера, знятий у 2008 році. Прем'єра фільму відбулася на 61-му Каннському кінофестивалі 23 травня 2008.

## Зміст
Фільм про чоловіка, що заплутався в навколишньому світі. Він хоче змін, зробити дійсно щось важливе, самостійно сформувати кульмінацію свого життя. Звичайний і, здавалося б, плавний перебіг життя переривається поривами: спорудженням моделі міста і написанням п'єси. Проте кохання терзає його душу, а дивні хвороби — тіло.

## Ролі
- Філіп Сеймур Гоффман — Кейден Котард
- Саманта Мортон — Гейзел
- Мішель Вільямс — Клер Кін
- Кетрін Кінер — Адель Лек
- Емілі Вотсон — Теммі
- Даян Віст — Елен
- Дженніфер Джейсон Лі — Марія
- Гоуп Девіс — Меделін Ґревіс
- Том Нунан — Семмі Барнатан
- Розмарі Мерфі — Френсіс

## Нагороди та номінації

### Нагороди
- 2008 — Gotham Independent Film Awards
  - Найкращий акторський ансамбль
- 2009 — Незалежний дух
  - Найкращий дебютний фільм

### Номінації
- 2008 — Каннський кінофестиваль
  - Учасник основної конкурсної програми
- 2008] — Chicago Film Critics Association Awards
  - Найкращий оригінальний сценарій — Чарлі Кауфман
- 2008 — Незалежний дух
  - Найкращий сценарій — Чарлі Кауфман